# Заргарян, Павел Тигранович
Заргарян Павел Тигранович (13 [1] марта 1923 — 20 сентября 2001) — участник Великой Отечественной войны, полковник ВС СССР. Участник Курской битвы, освобождения Крыма в ходе Крымской наступательной операции и Прибалтики. В апреле 1944 года в должности командира танковой роты, затем 432-го танкового батальона 101-й танковой бригады 19-го танкового корпуса участвовал в освобождении Сиваша, Джанкоя, Симферополя и Севастополя (где был ранен). Награждён орденами Ленина, Красного Знамени, Богдана Хмельницкого 3-й степени, Отечественной войны 1-й и 2-й степени, другими наградами.

## Биография
Павел Тигранович родился в семье военного, отец был начальником погранзаставы на границе с Турцией, мать безработная. В детстве быстро научился управлять техникой, поскольку в семье был автомобиль. После начала Великой Отечественной войны поступил в танковое училище на Урале.

## Герой Советского Союза
Командир Павла Тиграновича после двух битв отправлял документы в Москву на присвоение звания Героя Советского Союза, но звание так и не получил. После войны сообщили что документы были утеряны.

## Освобождение Крыма
Перед боями за Крым Павел Тигранович Заргарян был награждён орденами Ленина (будучи командиром танкового взвода) и Богдана Хмельницкого 3-й степени (будучи командиром роты) 101-й танковой бригады 19-го танкового корпуса. В Крым он вступил в звании старшего лейтенанта, где стал трижды орденоносцем, за проявленный героизм получил орден Красного Знамени. А далее (после освобождения полуострова), громил фашистов уже в звании капитана, был награждён орденами Отечественной войны 2-й и 1-й степени. Про его славные дела лучше расскажут скупые строки Наградных листов.
Приведу выписку из Наградного листа на командира танковой роты 432-го танкового батальона 101-й танковой бригады 19-го танкового корпуса лейтенанта П. Т. Заргаряна:
«Лейтенант Заргарьян, участвуя в боях с 21 по 29.10.1943 года за населенные пункты Гутерталь, Дормштадт, Чехоград Запорожской области, в должности командира роты умело организовал управление танками. Его рота, прорвавшись в тыл противника, навела панику и, углубившись на 35 км, громила тылы противника: уничтожила 28 пушек, 50 автомашин и до 35 солдат и офицеров. Сам из своего танка уничтожил 4 пушки, 2 самолёта, 45 солдат и офицеров. Достоин правительственной награды ордена Богдана Хмельницкого 3-й степени.
Командир 432-го танкового батальона капитан Мошкарин 30 октября 1943 года».
Приказом войскам 4-го Украинского фронта № 291 от 30 ноября 1943 года П. Т. Заргарян был награждён орденом Богдана Хмельницкого 3-й степени.
В боях за Крым П. Т. Заргарян проявил исключительное геройство и мужество. Когда были убиты командир батальона (в районе Сиваша) и его заместитель (на подступах к г. Джанкой), батальон в дальнейшем действовал в Крыму под его началом.
Заргарян, будучи командиром танковой роты и батальона освобождал Крым, в том числе города Джанкой, Симферополь и Севастополь. Его танк первым вошёл в освобождённый город. По крайней мере, именно этому событию установлен памятник.
Выписка из Наградного листа на П. Т. Заргаряна:
«Со времени ввода бригады в прорыв с 11.4 по 20.4.1944 года показал себя решительным и смелым командиром. Рота, которой он командовал, нанесла противнику большие потери в живой силе и технике. Тов. Заргорян лично возглавил разведку в составе 3 танков и повел в тыл врага. В стороне заметил аэродром противника и с ходу атаковал его, где уничтожил 6 самолётов противника, не имея потерь со своей стороны. Когда в боях погиб командир батальона и его заместитель, тов. Заргорян принял командование батальоном на себя и повел его в бой. Командуя батальоном, тов. Заргорян в боях за населенный пункт Мамашай и Бельбек проявил личную отвагу и мужество, где его батальон в числе первых ворвался в населенные пункты, нанеся противнику большие потери в живой силе и технике. В Мамашае уничтожил 2 самоходные пушки противника. За личную отвагу и героизм в бою достоин правительственной награды ордена „Красное Знамя“.
Командир 101 танковой бригады подполковник Хромченко 25 апреля 1944 года».

Приказом войскам 4-го Украинского фронта № 147/н от 14 мая 1944 года П. Т. Заргарян был награждён орденом Красного Знамени. 22 апреля 1944 года старший лейтенант Заргарян в ходе одного из боёв был ранен.
О командирах 432-го танкового батальона…
О том, что Павел Заргарян действительно стал командиром батальона в ходе боёв за г. Джанкой свидетельствует подписанный им Наградной лист на заместителя командира 432-го танкового батальона по строевой части 101-й танковой бригады капитана Петра Анатольевича Коржа (1910 г.р., призван Новосибирским ГВК в 1940 году). Он погиб 13 апреля 1944 года, получив смертельное ранение в ходе боёв у города Джанкой. До боёв за Крым П. А. Корж был награждён орденом Красной Звезды. Именно под его началом, после гибели в боях за Сиваш командира 432-го танкового батальона капитана Ивана Николаевича Мошкарина (впоследствии Герой Советского Союза) продолжили танкисты свой боевой путь до г. Джанкой. Замечу, что до боёв за Крым И. Н. Мошкарин был награждён орденами: Ленина, Красного Знамени и Отечественной войны 1-й степени. После гибели капитана П. А. Коржа, батальон уже действовал под началом старшего лейтенанта П. Т. Заргаряна.
Выписка из Наградного листа:
«Тов. Корж П. А. ещё до вступления 432-го танкового батальона в бой уделил максимум внимания своевременной и качественной подготовки личного состава батальона к предстоящим сражениям за Крым. Высоким знанием своего служебного долга, как практик современной военной науки тов. Корж стал ценным и авторитетным руководителем в должности заместителя командира батальона по строевой части среди личного состава батальона. Когда, в жарком бою, при прорыве сильно укрепленного переднего края обороны противника в р-не Сиваша погиб командир батальона, тов. Корж спокойно, уверенно повел батальон вперед на врага, нанеся ему большие потери в живой силе и технике. Враг в панике бежал. Батальон, под командованием к-на Корж вскоре с боями подошел к гор. Джанкой, где тов. Корж и был смертельно ранен. Достоин правительственной награды ордена „Отечественная война“ 1 степени.
Командир 432 танкового батальона старший лейтенант Заргарьян. 21.04.1944 г.».

Данный наградной лист подписали командир 101-й танковой бригады (21 апреля 1944 г.), командир 19-го танкового Перекопского корпуса (27 апреля 1944 г.). Приказом войскам 4-го Украинского фронта № 147/н от 14 мая 1944 года П. А. Корж, «посмертно», был награждён орденом Отечественной войны 1-й степени.
На сайте «Подвиг народа» представлены и другие документы, которые были подписаны командиром 432-го танкового батальона 101-й танковой бригады старшим лейтенантом П. Т. Заргаряном[значимость факта?]. К примеру, командир танкового взвода 432-го ТБ лейтенант Владимир Андреевич Васильев, 1922 г.р., 21 апреля 1944 был представлен к ордену Александра Невского (получен Приказом войскам 4-го Украинского фронта № 147/н от 14 мая 1944 года). После боёв за Крым, в том же 1944 году, в боях за Литву в должности уже заместителя командира 1-го батальона по строевой части 101-й танковой Сивашской бригады капитан П. Т. Заргарян был представлен к ордену Александра Невского. Но удостоился он ордена Отечественной войны 2-й степени, так как данный орден не полагался в этой должности (об этом была сделана пометка в Наградном листе). Так, 27 августа 1944 года, будучи заместителем командира батальона по строевой части 101-го танкового батальона капитан П. Т. Заргарян был представлен к ордену Александра Невского. Но, несмотря на то, что подписали Наградной лист командир 101-й танковой бригады и командующий 19-го танкового Перекопского корпуса, по решению командующего бронетанковыми и механизированными войсками 1-го Прибалтийского фронта № 027/н от 26 октября 1944 года он был награждён орденом Отечественной войны 2-й степени. Впрочем, изучив весь Приказ, выяснил, что тогда награды многих в достоинстве были понижены.
На сайте «Подвиг народа» есть информация о том, что в 1985 году, к 40-летию Победы в Великой Отечественной войны, П. Т. Заргарян был награждён орденом Отечественной войны 1-й степени.

## Памятник и экипаж
Танк на буксире доставили в Симферополь, а 3 июня 1944-го «Красный Крым» (так тогда называлась «Крымская правда») рассказал об открытии в Пионерском саду (сквер Победы) памятника-танка. Работы по установке танка-памятника были начаты по инициативе начальника штаба 216-го сапёрного батальона 19-го танкового корпуса капитана С. Ф. Коробкина и продолжались с конца апреля по конец мая 1944 года. По воспоминаниям директора Крымского краеведческого музея ветерана войны В. Н. Бухаркина, бывшего в то время командиром подразделения 216-го сапёрного батальона, «его неиссякаемая энергия, знание дела, предприимчивость обеспечили возможность выполнения этого необычного задания… А ведь стройматериалов в городе не было». В. Н. Бухаркин со своими бойцами лично работал на установке монумента, а капитан С. Ф. Коробкин после окончания боевых действий «взял на себя, если так можно выразиться, идейное руководство сооружением».
В качестве памятника был выбран огнемётный танк ОТ-34 № 201, который, по некоторым сведениям, одним из первых вошёл в город 13 апреля. На лицевой части монумента была установлена металлическая плита с надписью: «Вечная память героям 19-го Перекопского Краснознамённого корпуса, павшим в боях за освобождение Крыма. Апрель — май». Под ней перечислены 19 фамилий. Среди них подполковник М. Ф. Хромченко, командир 101-й Сивашской танковой бригады, погибший под Севастополем. Один из авторов проекта памятника, капитан Н. С. Прудников, и. о. командира 216-го сапёрного батальона, погиб 27 апреля 1944 года в боях за освобождение Севастополя и также похоронен здесь же.
3 июня 1944 года танк-памятник был торжественно открыт в Пионерском парке (ныне сквер Победы). Рядом с памятником находились могилы погибших танкистов, увенчанные пирамидками, а некоторые — огорожены дощатым заборчиком. Позднее в 1949 году их останки были перенесены на воинское кладбище Симферополя на улице Старозенитной.
Согласно эскизу памятника, для облицовки пьедестала и цоколя был выбран белый инкерманский камень. Вокруг памятника должны быть размещены 10 бетонных столбиков, соединённых между собой цепями. Однако по состоянию на 1945 год, монумент был обнесён оградой из столбиков, соединёнными металлическими трубами. В дальнейшем памятник несколько раз реконструировался и перестаивался. К 1969 году цельной плиты уже не было, а текст был набран металлическими буквами, размещёнными прямо на белой плиточной отделке. На башне появился бортовой номер 201, позднее также на правый бок башни был нанесён гвардейский знак.
16 января 2003 года в связи со строительством Александро-Невского собора при участии ветеранов и общественности Крыма танк-памятник был установлен на новый постамент и перенесён на несколько десятков метров в пределах сквера. Новый мемориальный комплекс был дополнен плитами с наименованиями частей, освобождавших Крым в 1944 году. Таким образом, в центре Симферополя в пределах сквера Победы помимо двух существующих памятников — героям Русско-турецкой войны и освободителям Крыма от немецко-фашистских захватчиков — был также построен кафедральный собор Святого Александра Невского, которые вместе образуют единый архитектурный ансамбль.
Также при рытье котлована для собора были обнаружены останки советских воинов, которых, как выяснилось, не перенесли в 1949 году. Они были перезахоронены на территории собора.
Хотя изначально монумент был установлен в честь воинов 19-го Краснознамённого Перекопского танкового корпуса, ныне он превратился в более абстрактный символ. Надпись на памятнике была расширена: «Слава защитникам и освободителям Крыма 1941—1944.» Заместитель директора Музея истории города Симферополя Л. Н. Вьюницкая считает, что это неверно: «Вместо того чтобы соорудить мемориал, достойный всех освободителей Симферополя, взяли и исказили этот памятник. Убрали захоронения, изменили первоначальный текст посвящения. А сейчас он вообще чуть ли не всем соединениям посвящён».

## Документальные фильмы
- Танк Победы. 2013. Музей истории города Симферополя (подг. Л. Н. Вьюницкой, А. А. Эйлером, Э. С. Изетовым).